# 阿涅洛縣

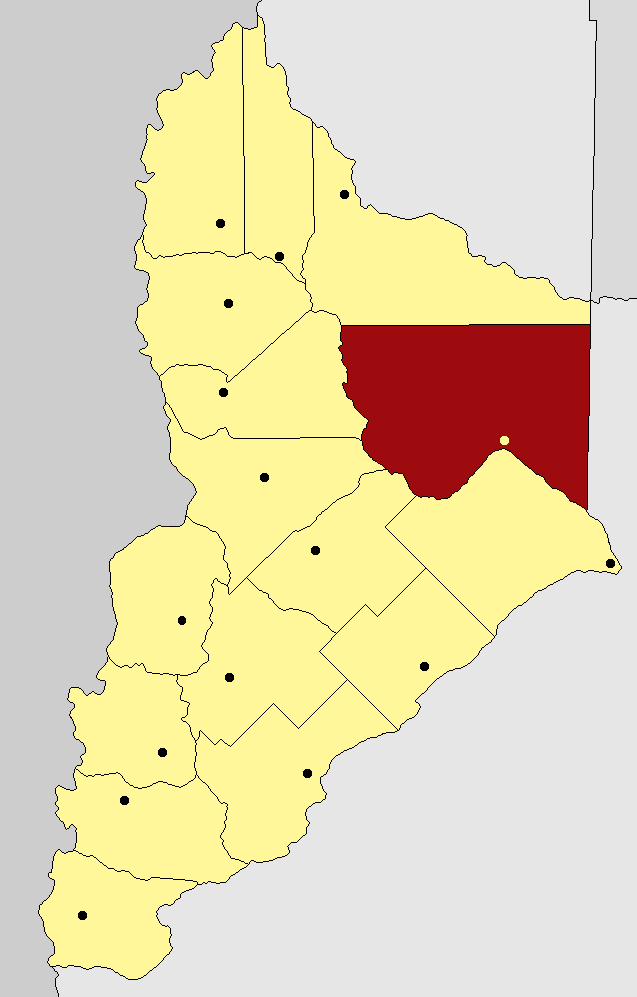

38°21′15″S 68°47′16″W / 38.35417°S 68.78778°W
阿涅洛縣（西班牙語：Departamento Añelo），是阿根廷的縣份，位於該國西部內烏肯省，首府設於阿涅洛，面積11,655平方公里，主要農產品是葡萄，2010年人口10,786，人口密度每平方公里0.93人。